# Němčice (district de Kolín)
Pour les articles homonymes, voir Němčice.
Němčice (en allemand : Niemtschitz) est une commune du district de Kolín, dans la région de Bohême-Centrale, en République tchèque. Sa population s'élevait à 379 habitants en 2020.

## Géographie
Němčice se trouve à 10 km au nord-est de Kolín, à 41 km au sud-est de Hradec Králové et à 62 km à l'est de Prague.
La commune est limitée par Ohaře au nord, par Lipec, Krakovany et Bělušice à l'est, par Býchory au sud, et par Jestřabí Lhota à l'ouest.

## Histoire
La première mention écrite du village date de 1397.